# Милан Милосављевић Микица
Милан Милосављевић Микица (Крагујевац 15. септембар 1965) вођа je групе Алхамбра која се бави инструменталном музиком. Са Кепом и Точком свирао је  бас-гитару у групи Тек. Током 1990-их, у групи Смак је свирао гитару и радио на снимању албума Биоскоп Фокс (1995) и Егрегор (1999).
Данас у Крагујевцу држи рок џез школу гитаре под именом Октава.